# Campeonato Panamericano de Judo de 2011
El XXXVI Campeonato Panamericano de Judo se celebró en Guadalajara (México) entre el 1 y el 2 de abril de 2011 bajo la organización de la Confederación Panamericana de Judo.
En total se disputaron dieciséis pruebas diferentes, ocho masculinas y ocho femeninas.

## Resultados

### Masculino
| Evento  | Oro                        | Plata                           | Bronce                                                              |
| ------- | -------------------------- | ------------------------------- | ------------------------------------------------------------------- |
| –55 kg  | Fredy López · El Salvador  | Youssef Youssef · Canadá        | Hernán Birbrier · Argentina · Yordi Villegas · México               |
| –60 kg  | Felipe Kitadai · Brasil    | Nabor Castillo · México         | Antonio Betancourt · Cuba · Frazer Will · Canadá                    |
| –66 kg  | Leandro Cunha · Brasil     | Ricardo Valderrama · Venezuela  | Ángelo Gómez · Cuba · Michal Popiel · Canadá                        |
| –73 kg  | Bruno Mendonça · Brasil    | Ronald Girones · Cuba           | Nicholas Delpopolo · Estados Unidos · Nicholas Tritton · Canadá     |
| –81 kg  | Leandro Guilheiro · Brasil | Travis Stevens Estados Unidos   | Emmanuel Lucenti · Argentina · Antoine Valois-Fortier · Canadá      |
| –90 kg  | Asley González · Cuba      | Alexandre Émond · Canadá        | José Gregorio Camacho · Venezuela · Rodrigo Maciel de Luna · Brasil |
| –100 kg | Oreidis Despaigne · Cuba   | Leonardo Leite · Brasil         | Cristian Schmidt Argentina Kyle Vashkulat Estados Unidos            |
| +100 kg | Óscar Brayson · Cuba       | Rafael Carlos da Silva · Brasil | Orlando Baccino · Argentina · Luis Salazar · Colombia               |

### Femenino
| Evento | Oro                           | Plata                             | Bronce                                                      |
| ------ | ----------------------------- | --------------------------------- | ----------------------------------------------------------- |
| –44 kg | Diana Cobos · Ecuador         | Silvia González · México          | Alexa Liddie Estados Unidos                                 |
| –48 kg | Paula Pareto Argentina        | Dayaris Mestre · Cuba             | Edna Carrillo · México · Taciana Lima · Brasil              |
| –52 kg | Yanet Bermoy Acosta · Cuba    | Linouse Desravine Haití           | Angelica Delgado · Estados Unidos · Érika Miranda · Brasil  |
| –57 kg | Yurisleidy Lupetey · Cuba     | Marti Malloy Estados Unidos       | Joliane Melançon · Canadá · Rafaela Silva · Brasil          |
| –63 kg | Yaritza Abel · Cuba           | Mariana Silva · Brasil            | Myriam Lamarche · Canadá · Christal Ransom · Estados Unidos |
| –70 kg | Onix Cortés Aldama · Cuba     | Maria de Lourdes Portela · Brasil | Yuri Alvear · Colombia · Kelita Zupancic · Canadá           |
| –78 kg | Kayla Harrison Estados Unidos | Mayra Aguiar · Brasil             | Yalennis Castillo Ramírez · Cuba · Anny Cortés · Colombia   |
| +78 kg | Idalys Ortiz · Cuba           | Vanessa Zambotti · México         | Maria Altheman · Brasil · Melissa Mojica · Puerto Rico      |

## Medallero
| Núm. | País           | Oro | Plata | Bronce | Total |
| ---- | -------------- | --- | ----- | ------ | ----- |
| 1    | Cuba           | 8   | 2     | 3      | 13    |
| 2    | Brasil         | 4   | 5     | 5      | 14    |
| 3    | Estados Unidos | 1   | 2     | 5      | 8     |
| 4    | Argentina      | 1   | 0     | 4      | 5     |
| 5    | El Salvador    | 1   | 0     | 0      | 1     |
| 5    | Ecuador        | 1   | 0     | 0      | 1     |
| 7    | México         | 0   | 3     | 2      | 5     |
| 8    | Canadá         | 0   | 2     | 7      | 9     |
| 9    | Venezuela      | 0   | 1     | 1      | 2     |
| 10   | Haití          | 0   | 1     | 0      | 1     |
| 11   | Colombia       | 0   | 0     | 3      | 3     |
| 12   | Puerto Rico    | 0   | 0     | 1      | 1     |
|      | TOTAL          | 16  | 16    | 31     | 63    |